# 格里菲斯 (亞利桑那州)
格里菲斯（英語：Griffith）是位於美國亞利桑那州莫哈維縣的一個非建制地區。該地的面積和人口皆未知。

## 地理
格里菲斯的座標為35°04′00″N 114°07′00″W / 35.06667°N 114.11667°W，而該地的平均海拔高度為799米（即2621英尺）。